# Posina
Posina é uma comuna italiana da região do Vêneto, província de Vicenza, com cerca de 726 habitantes. Estende-se por uma área de 43 km², tendo uma densidade populacional de 17 hab/km². Faz fronteira com Arsiero, Laghi, Schio, Terragnolo (TN), Trambileno (TN), Valli del Pasubio, Velo d'Astico.

## Demografia
| Variação demográfica do município entre 1861 e 2011                               |
|                                                                                   |
| Fonte: Istituto Nazionale di Statistica (ISTAT) - Elaboração gráfica da Wikipedia |